# Crabbes River
Der Crabbes River ist ein 53 km langer Zufluss des Sankt-Lorenz-Golfs im äußersten Südwesten der zur kanadischen Provinz Neufundland und Labrador gehörenden Insel Neufundland.

## Flusslauf
Der Crabbes River entspringt auf einer Höhe von etwa 500 m etwa 30 km nordnordwestlich der Siedlung La Poile. Am Oberlauf liegen mehrere kleinere Seen. Der Crabbes River fließt anfangs 10 km nach Nordwesten, anschließend 20 km nach Norden. Der Crabbes River wendet sich im Unterlauf allmählich nach Nordwesten. Bei Flusskilometer 10 kreuzt der Trans-Canada Highway den Flusslauf. Der Crabbes River erreicht schließlich das einen Kilometer lange Ästuar an der Küste der St. George’s Bay. Das Einzugsgebiet des Crabbes River umfasst schätzungsweise 350 km². Es grenzt im Norden an das des Middle Barachois River, im Südwesten an das des Highlands River.

## Flussfauna
Der Bestand an Atlantischen Lachsen im Flusssystem des Crabbes River gilt laut NASCO als „nicht gefährdet“.